# Carolina Luisa di Sassonia-Weimar-Eisenach
Carolina Luisa di Sassonia-Weimar-Eisenach (Weimar, 18 luglio 1786 – Ludwigslust, 20 gennaio 1816) è stata una principessa tedesca appartenente alla casata di Sassonia-Weimar-Eisenach e divenne granduchessa ereditaria di Meclemburgo-Schwerin per matrimonio.

## Biografia

### Infanzia

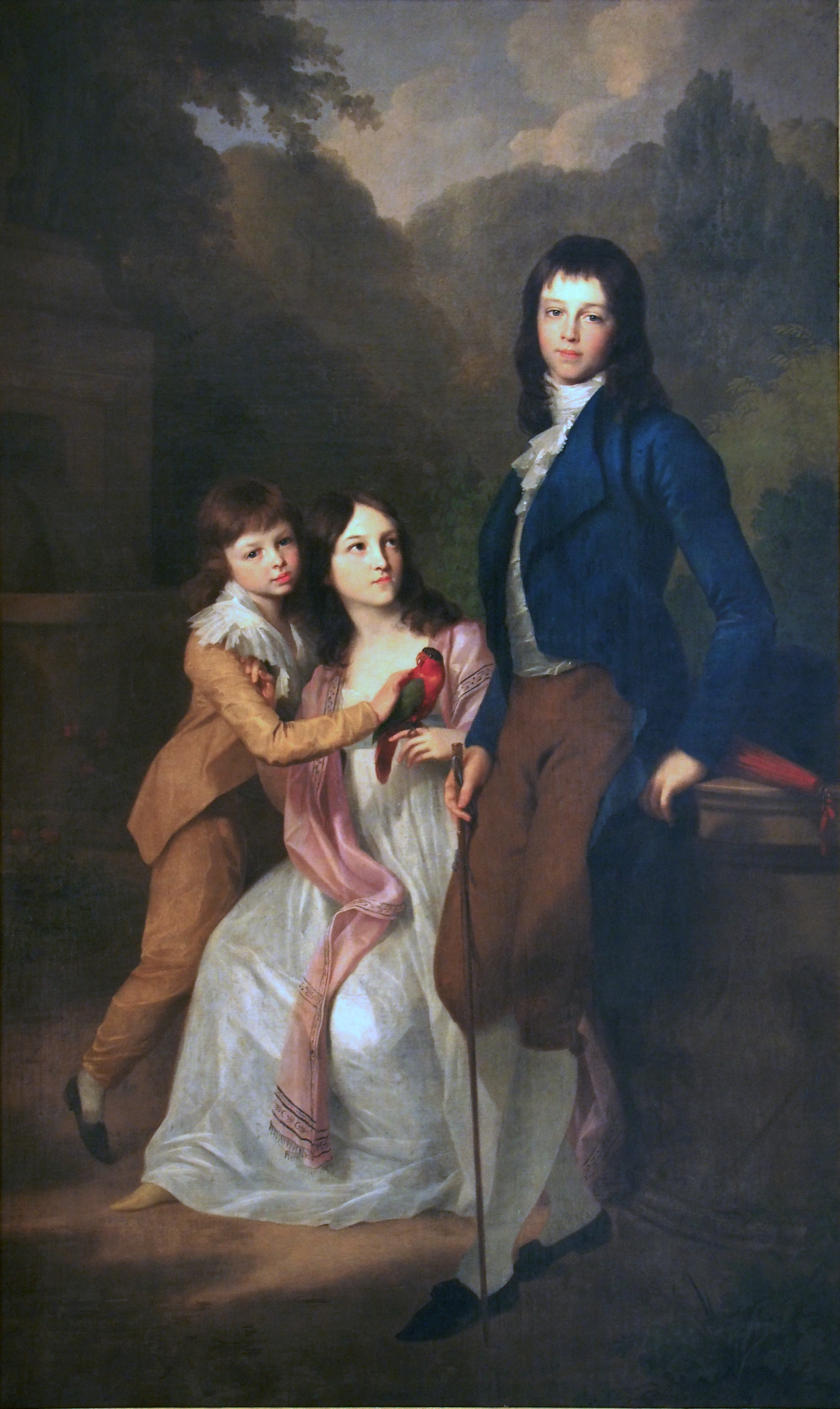
Carlo Federico, Carolina Luisa e Carlo Bernardo ritratti da Johann Friedrich August Tischbein nel 1798, Castello di Weimar

Era figlia di Carlo Augusto di Sassonia-Weimar-Eisenach, duca di Sassonia-Weimar-Eisenach, e di Luisa Augusta d'Assia-Darmstadt.
I suoi nonni paterni erano il duca Ernesto Augusto II di Sassonia-Weimar-Eisenach e la duchessa Anna Amalia di Brunswick-Wolfenbüttel; quelli materni Luigi IX d'Assia-Darmstadt, Langravio di Assia-Darmstadt e la prima moglie Carolina del Palatinato-Zweibrücken-Birkenfeld.

### Matrimonio

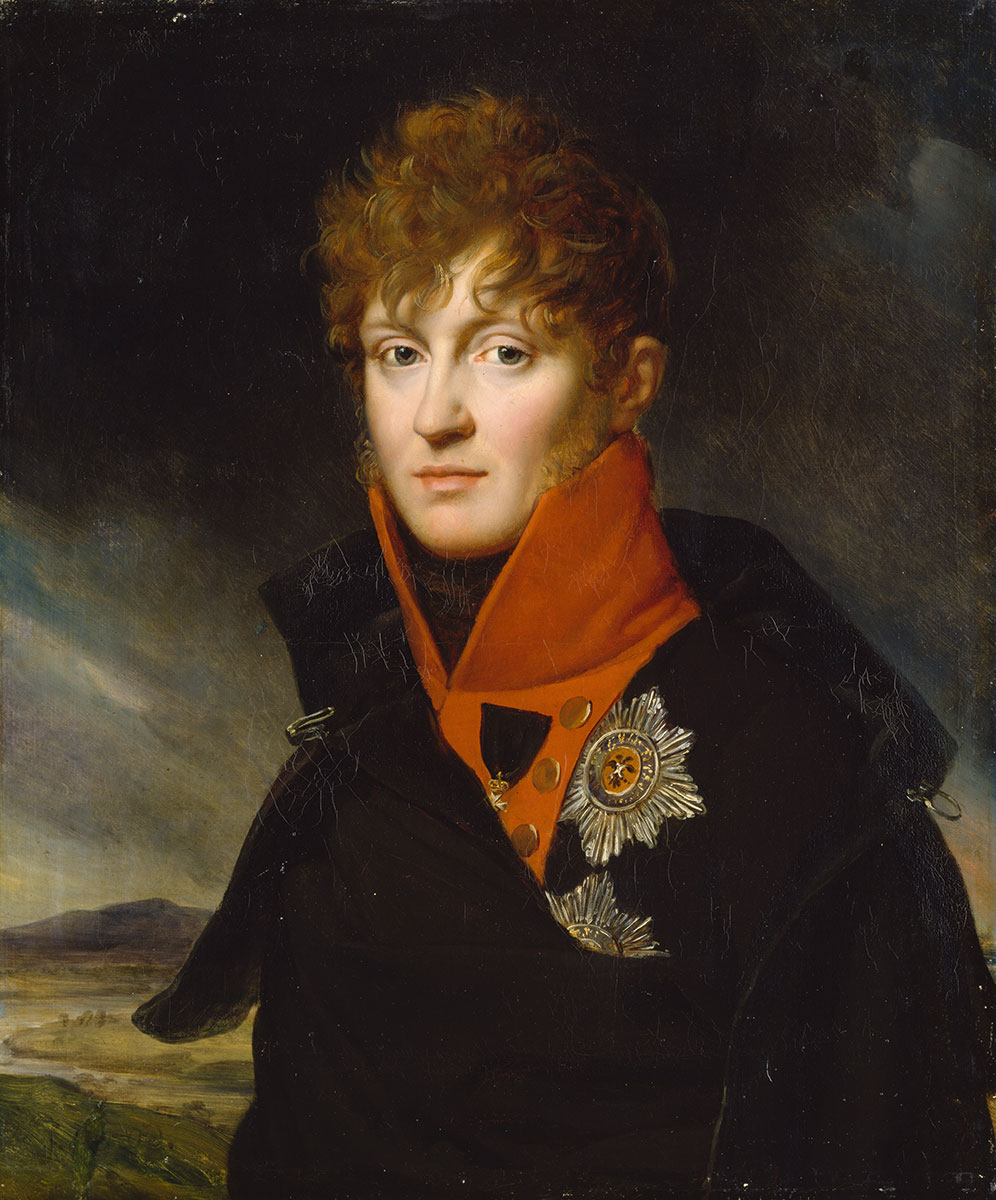
Il granduca ereditario Federico Ludovico di Meclemburgo-Schwerin ritratto da François Gérard nel 1807, Staatliches Museum Schwerin

Fu data in sposa a Federico Ludovico di Meclemburgo-Schwerin, figlio primogenito di Federico Francesco I, granduca di Meclemburgo-Schwerin, e di Luisa di Sassonia-Gotha. Lo sposo era rimasto vedovo nel 1803 di Elena Pavlovna di Russia. Il matrimonio venne celebrato il 1º luglio 1810 a Weimar.
Carolina diede al marito tre figli.

### Morte

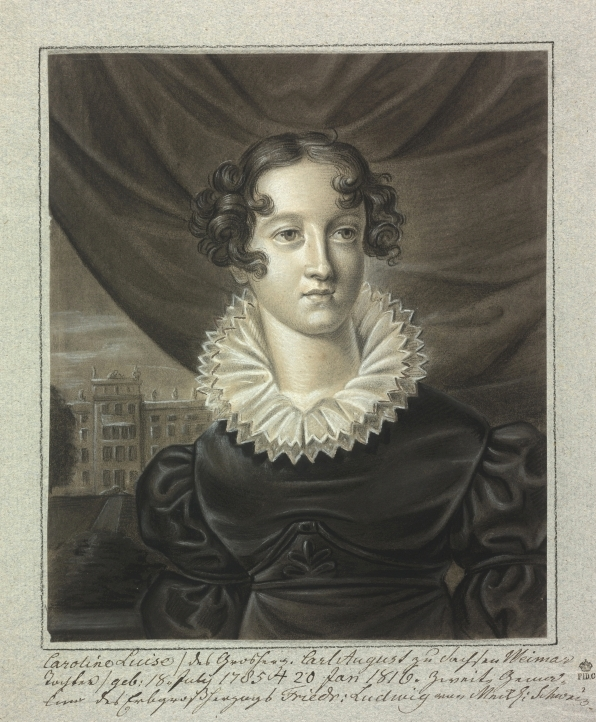
La principessa Carolina Luisa in una stampa del 1828

Carolina non divenne mai Granduchessa: morì infatti nel 1816. Federico Ludovico si risposò due anni dopo con Augusta d'Assia-Homburg dalla quale non ebbe altri figli. Neanche lui riuscì a diventare Granduca, morendo il 29 novembre 1819. Alla morte di suo padre Federico Francesco I, avvenuta il 1º febbraio 1837, gli succedette suo figlio Paolo Federico, avuto dalla prima moglie Elena Pavlovna Romanova.

## Discendenza
La principessa Carolina e il granduca ereditario Federico Ludovico di Meclemburgo-Schwerin ebbero tre figli:
- Alberto (Ludwigslust, 11 febbraio 1812-Ludwigslust, 18 ottobre 1834);
- Elena (Ludwigslust, 24 gennaio 1814-Twickenham, 18 maggio 1858), andata sposa a Ferdinando Filippo d'Orléans, duca di Chartres;
- Magnus (Ludwigslust, 3 maggio 1815-Ludwigslust, 25 aprile 1816).

## Ascendenza
|                                                |                              |                                          | Genitori                                           |  |  | Nonni |  |  | Bisnonni                             |  |  | Trisnonni                               |  |
|                                                |                              |                                          |                                                    |  |  |       |  |  | Ernesto Augusto I di Sassonia-Weimar |  |  | Giovanni Ernesto III di Sassonia-Weimar |  |
|                                                |                              |                                          |                                                    |  |  |       |  |  | Ernesto Augusto I di Sassonia-Weimar |  |  | Giovanni Ernesto III di Sassonia-Weimar |  |
|                                                |                              | Sofia Augusta di Anhalt-Zerbst           |                                                    |  |  |       |  |  | Ernesto Augusto I di Sassonia-Weimar |  |  |                                         |  |
| Ernesto Augusto II di Sassonia-Weimar-Eisenach |                              |                                          |                                                    |  |  |       |  |  | Ernesto Augusto I di Sassonia-Weimar |  |  |                                         |  |
|                                                |                              | Sofia Carlotta di Brandeburgo-Bayreuth   | Giorgio Federico Carlo di Brandeburgo-Bayreuth     |  |  |       |  |  |                                      |  |  |                                         |  |
|                                                |                              | Sofia Carlotta di Brandeburgo-Bayreuth   | Giorgio Federico Carlo di Brandeburgo-Bayreuth     |  |  |       |  |  |                                      |  |  |                                         |  |
|                                                |                              | Sofia Carlotta di Brandeburgo-Bayreuth   | Dorotea di Schleswig-Holstein-Sonderburg-Beck      |  |  |       |  |  |                                      |  |  |                                         |  |
| Carlo Augusto di Sassonia-Weimar-Eisenach      |                              | Sofia Carlotta di Brandeburgo-Bayreuth   |                                                    |  |  |       |  |  |                                      |  |  |                                         |  |
|                                                |                              | Carlo I di Brunswick-Wolfenbüttel        | Ferdinando Alberto II di Brunswick-Lüneburg        |  |  |       |  |  |                                      |  |  |                                         |  |
|                                                |                              | Carlo I di Brunswick-Wolfenbüttel        | Ferdinando Alberto II di Brunswick-Lüneburg        |  |  |       |  |  |                                      |  |  |                                         |  |
|                                                |                              | Carlo I di Brunswick-Wolfenbüttel        | Antonietta Amalia di Brunswick-Wolfenbüttel        |  |  |       |  |  |                                      |  |  |                                         |  |
| Anna Amalia di Brunswick-Wolfenbüttel          |                              | Carlo I di Brunswick-Wolfenbüttel        |                                                    |  |  |       |  |  |                                      |  |  |                                         |  |
|                                                |                              | Filippina Carlotta di Prussia            | Federico Guglielmo I di Prussia                    |  |  |       |  |  |                                      |  |  |                                         |  |
|                                                |                              | Filippina Carlotta di Prussia            | Federico Guglielmo I di Prussia                    |  |  |       |  |  |                                      |  |  |                                         |  |
|                                                |                              | Filippina Carlotta di Prussia            | Sofia Dorotea di Hannover                          |  |  |       |  |  |                                      |  |  |                                         |  |
| Carolina Luisa di Sassonia-Weimar-Eisenach     |                              | Filippina Carlotta di Prussia            |                                                    |  |  |       |  |  |                                      |  |  |                                         |  |
|                                                | Luigi VIII d'Assia-Darmstadt | Ernesto Luigi d'Assia-Darmstadt          |                                                    |  |  |       |  |  |                                      |  |  |                                         |  |
|                                                | Luigi VIII d'Assia-Darmstadt | Ernesto Luigi d'Assia-Darmstadt          |                                                    |  |  |       |  |  |                                      |  |  |                                         |  |
|                                                | Luigi VIII d'Assia-Darmstadt | Dorotea Carlotta di Brandeburgo-Ansbach  |                                                    |  |  |       |  |  |                                      |  |  |                                         |  |
| Luigi IX d'Assia-Darmstadt                     | Luigi VIII d'Assia-Darmstadt |                                          |                                                    |  |  |       |  |  |                                      |  |  |                                         |  |
|                                                |                              | Carlotta di Hanau-Lichtenberg            | Giovanni Reinardo III di Hanau-Lichtenberg         |  |  |       |  |  |                                      |  |  |                                         |  |
|                                                |                              | Carlotta di Hanau-Lichtenberg            | Giovanni Reinardo III di Hanau-Lichtenberg         |  |  |       |  |  |                                      |  |  |                                         |  |
|                                                |                              | Carlotta di Hanau-Lichtenberg            | Dorotea Federica di Brandeburgo-Ansbach            |  |  |       |  |  |                                      |  |  |                                         |  |
| Luisa Augusta d'Assia-Darmstadt                |                              | Carlotta di Hanau-Lichtenberg            |                                                    |  |  |       |  |  |                                      |  |  |                                         |  |
|                                                |                              | Cristiano III del Palatinato-Zweibrücken | Cristiano II del Palatinato-Zweibrücken-Birkenfeld |  |  |       |  |  |                                      |  |  |                                         |  |
|                                                |                              | Cristiano III del Palatinato-Zweibrücken | Cristiano II del Palatinato-Zweibrücken-Birkenfeld |  |  |       |  |  |                                      |  |  |                                         |  |
|                                                |                              | Cristiano III del Palatinato-Zweibrücken | Caterina Agata di Rappoltstein                     |  |  |       |  |  |                                      |  |  |                                         |  |
| Carolina del Palatinato-Zweibrücken-Birkenfeld |                              | Cristiano III del Palatinato-Zweibrücken |                                                    |  |  |       |  |  |                                      |  |  |                                         |  |
|                                                |                              | Carolina di Nassau-Saarbrücken           | Luigi Crato di Nassau-Saarbrücken                  |  |  |       |  |  |                                      |  |  |                                         |  |
|                                                |                              | Carolina di Nassau-Saarbrücken           | Luigi Crato di Nassau-Saarbrücken                  |  |  |       |  |  |                                      |  |  |                                         |  |
|                                                |                              | Carolina di Nassau-Saarbrücken           | Filippina Enrichetta di Hohenlohe-Langenburg       |  |  |       |  |  |                                      |  |  |                                         |  |
|                                                |                              | Carolina di Nassau-Saarbrücken           |                                                    |  |  |       |  |  |                                      |  |  |                                         |  |